# Pierre Gustave Brunet
Pour les articles homonymes, voir Brunet.
Pierre Gustave Brunet, né le 27 brumaire An XIV  à Bordeaux et mort le 24 janvier 1896, est un bibliographe et éditeur français, auteur également de recherches sur les patois et d'études historiques sur Bordeaux, dont certains en collaboration avec Octave Delepierre publiés sous le pseudonyme collectif des « frères Gébéodé ».
Ses publications bibliographiques l'ont fait confondre quelquefois avec son homonyme, le célèbre bibliophile Jacques-Charles Brunet.

## Principales publications
- La Papesse Jeanne. Étude historique et littéraire, Paris, Jules Gay, 1832.
- Notices et extraits de quelques ouvrages écrits en patois du Midi de la France. Variétés bibliographiques, Paris, Leleux, 1840.
- Chansons nouvelles en languaige prouensal, composées vers 1550, Paris, Techener, 1844.
- Poésies basques de Bernard Dechepare, recteur de Saint-Michel-le-Vieux, Publiées d'après l'édition de Bordeaux, 1545, et traduites pour la première fois en français, Bordeaux, Henry Faye, 1847, 82 p. (lire en ligne).
- Dictionnaire des apocryphes, ou Collection de tous les livres apocryphes relatifs à l'Ancien et au Nouveau Testament, 2 vol., Paris, J.-P. Migne, 1856-1858.
- Le Nouveau Siècle de Louis XIV, ou Choix de chansons historiques et satiriques presque toutes inédites, de 1634 à 1712, accompagnées de notes par le traducteur de la Correspondance de Madame, duchesse d'Orléans, Paris Garnier frères, 1857.
- Dictionnaire de bibliologie catholique, présentant un exposé des principaux objets de la science des livres et surtout de ceux qui ont rapport aux études théologiques, Paris, J.-P. Migne, 1860.
- Curiosités théologiques, par un bibliophile, Paris, J.-P. Migne, 1860.
- Essai sur les bibliothèques imaginaires contenu dans Catalogue de la bibliothèque de l'abbaye de Saint-Victor au XVIe siècle, rédigé par François Rabelais, commenté par le bibliophile Jacob, et suivi d'un Essai sur les bibliothèques imaginaires, par Gustave Brunet, Paris, Techner, 1862. Lire sur Gallica
- Les Évangiles apocryphes, suivis d'une notice sur les principaux livres apocryphes de l'Ancien Testament, Paris, Franck, 1848.
- Fantaisies bibliographiques, Paris, Jules Gay, 1864.
- Imprimeurs imaginaires et libraires supposés, étude bibliographique ; suivie de recherches sur quelques ouvrages imprimés avec des indications fictives de lieux ou avec des dates singulières, Paris, Tross, 1866. Réédition : Burt Franklin, New York, 1962.
- La France littéraire au XVe siècle ou Catalogue raisonné des ouvrages en tout genre imprimés en langue française jusqu'à l'an 1500, 1865. Réédition : Slatkine, Genève, 1967.
- Curiosités bibliographiques et artistiques : livres, manuscrits et gravures qui, en vente publique, ont dépassé le prix de mille francs ; tableaux payés plus de cinquante mille francs, Genève, J. Gay et fils, 1867.
- Études sur la reliure des livres et sur les collections de bibliophiles célèbres, Bordeaux, G. Gounouilhou 1873.
- La Reliure ancienne et moderne, recueil de 116 planches de reliures artistiques des XVIe, XVIIe, XVIIIe et XIXe siècles, ayant appartenu à Grolier, Henri II, François Ier, Diane de Poitiers, Marguerite de Valois, Louis XIII, Mazarin, etc., et exécutées par Le Gascon, Clovis et Nicolas Ève, Hardy Mennil, Bauzonnet, Belz-Niédrée, etc. Introduction par Gustave Brunet, accompagnée d'une table explicative, avec notice descriptive de 31 reliures des plus remarquables, Paris, Rouveyre et Blond, 1884.
- Manuel du libraire et de l'amateur de livres [Tome 7 et 8] (1878-1880). Réédition : Maisonneuve et Larose, Paris, 1966.
- Supplément aux Supercheries littéraires dévoilées et au Dictionnaire des ouvrages anonymes de J. M. Quérard et A. E. Barbier, 1889. Réédition : Maisonneuve et Larose, Paris, 1964.
- Anthologie scatologique recueillie et annotée par un bibliophile de cabinet, [s.d.]Sous le pseudonyme de Philomneste Junior.
- Plaidoyer de Mr. Freydier, avocat à Nismes, contre l'introduction de cadenas, ou ceintures de chasteté. Réimpression textuelle faîte sur l'édition originale de 1750 et augmentée d'un avant-propos, par Philomneste junior, Paris, Jules Gay, 1863.
- Livres payés en vente publique 1 000 francs et au-dessus, depuis 1866 jusqu'à ce jour. Aperçu sur la vente Perkins, à Londres, Bordeaux, Lefebvre, 1877.
- La Bibliomanie en… : bibliographie rétrospective des adjudications les plus remarquables faites cette année et de la valeur primitive de ces ouvrages, 7 vol., 1878-1889.
- Les Livres cartonnés, essais bibliographiques, Bruxelles, Gay et Doucé 1878.
- Philomneste Junior, Les Fous littéraires : essai bibliographique sur la littérature excentrique, les illuminés, visionnaires, Bruxelles, Gay et Doucé, 1880, 258 p., Réédition : Éd. du Sandre, Paris, 2006 (lire en ligne).
- Livres perdus, essai bibliographique sur les livres devenus introuvables, 1882. Réédition : Zentralantiquariat der deutschen demokratischen Republik, Leipzig, 1973. (d'après les notes de Joseph-Marie QuérardSous le pseudonyme collectif des frères Gébéodé.
- Bibliothèque bibliophilo-facétieuse, 3 vol., 1852-1856.
- Chansons historiques et satiriques sur la Cour de France, [s. l.], Les frères Gébéodé, 1854.